# Tamba ionomera
Tamba ionomera là một loài bướm đêm trong họ Noctuidae.